# Paul Fournol
Pour les articles homonymes, voir Fournol.
Paul Fournol, né le 25 septembre 1842 à Saint-Affrique (Aveyron) et mort le 16 novembre 1902 à Saint-Affrique, est un homme politique français.

## Biographie
Propriétaire terrien, il s'intéresse aux questions agricoles et préside le comice agricole de Saint-Affrique. Conseiller d'arrondissement en 1869, opposant au Second Empire, il est sous-préfet de Saint-Affrique en 1870. Il est conseiller général du canton de Saint-Rome-de-Tarn de 1880 à 1902 et maire de Saint-Jean-d'Alcapiès. Il est député de l'Aveyron de 1893 à 1902. Il est l'oncle d’Étienne Fournol, qui lui succède au conseil général et à la députation.

## Sources
- « Paul Fournol », dans le Dictionnaire des parlementaires français (1889-1940), sous la direction de Jean Jolly, PUF, 1960 [détail de l’édition]